# セミダブル
『セミダブル』は、1999年4月14日から6月30日まで毎週水曜日22:00 - 22:54にフジテレビ系で放送された日本のテレビドラマ。全12話。主演は中井貴一。

## 概要
タイトルの「セミダブル」にはシングルベッドでは寝にくい、でもまだダブルベッド（=結婚）でもないという意味が込められている。また、山田邦子の同名小説とは無関係である。
1998年4月に水曜22時台がドラマ枠に戻って以来、初めての漫画原作ではない作品であり、龍居由佳里脚本・栗原美和子プロデュースによる本格ラブストーリーとなっている。また、つんく♂とビビアン・スーにとっては、本作品が初のドラマ出演作となった。
2024年現在まで映像ソフト化はされていないが、フジテレビオンデマンドで全話有料配信。

## キャスト
神宮寺祥(38)：中井貴一
主人公。啓聖学院大学の文学部心理学の教授。幼い頃に両親が離婚。母に虐待され、愛を知らずに育ち、自分の研究にしか興味がない冷徹な性格で口調もぶっきらぼうな為、学生や同僚達からも冷血人間だと言われ恐れられている。後に美咲を愛するようになるが、都築に自分の子供がいることを知って心が揺れる。10話で末期がんであることがわかり、最終回で入院。
風間美咲(26)：稲森いずみ
元雑誌モデル。あまり頭は良くないが明るく前向きな性格。乳癌になったためにモデルを辞め、手術後、神宮寺の大学に入学。初期はパンチパーマのような髪型であったが第2話で髪型をショートヘアに替える。
両親はすでに他界。神宮寺に恋をする。最終回でアメリカ留学。
堀慎太郎(32)：TSUNKU
映像製作会社に勤める傍ら、啓成学院大学で講師をしている。美咲とは何でも話せる友人であり、密かに思いを寄せている。マスコミ関係に顔が利くなど人脈が幅広い。後に美咲と同棲を開始し、プロポーズしたが、美咲とは友達に戻っている。
神田蘭蘭(20)：ビビアン・スー
神宮寺を訪ねて台湾から来日した女の子。神宮寺とは異母兄妹であり神宮寺と仲良くなりたい思っているが神宮寺からは相手にされず美咲に兄妹であることを打ち明け相談にのってもらっている。デザイナーを目指している。後に丈二と結婚。
都築真子(42)：大竹しのぶ
神宮寺の大学時代からの友人で、同じ啓成学院大学の教授。神宮寺とは対照的な性格であり、彼を論破できる唯一の人間。17年前、神宮寺と関係を持っており、祥という子供を妊娠し出産。未婚。
風間丈二(21)：吉沢悠
美咲の弟。過去にやんちゃなこともしたが、真からの姉思いである。美咲と神宮寺の関係を後に知ってしまう。後に蘭蘭と結婚。
安東翔也(20)：川岡大次郎
啓聖学院の生徒。美咲に興味を持つ。乳がんのボランティアを行っている。
宇都宮ありさ(20)：金子絵里
美咲の後輩モデル。安東に好意を寄せているが美咲も安東が好きと勘違いをし、嫌がらせをしていたが美咲の前向きな姿勢を目にするうち敵意を露にするようなことがなくなる。
北条邦夫：相島一之
慎太郎が勤める映画会社の社長、慎太郎とは上司と部下というよりは仲のいい先輩後輩のような関係で人当たりの良い性格。
本田正志：鶴田忍
啓成学院大学の文学部の学部長で神宮寺の上司、神宮寺を苦々しく思っており、露骨な手段で免職にさせようとするなど卑劣漢である。
平井教授
劇中では名前のみの登場、神宮寺や都築の学生時代の恩師。
土岡博司：山田明郷
啓成学院大学の文学部副部長で、神宮寺の上司、本田の腰巾着で本田と共に神宮寺を追い出そうと画策する。

### その他
- 今井恵理
- 上杉祥三
- 矢島健一
- 田中研二
- 石川素子
- 麻志奈純子
- 石塚透
- 加山到
- 津村和幸
- MAKOTO
- 玉木宏
- 遠山俊也
- 横江可緒里
- 池田武志
- 今野雅人
- 宮崎稲穂
- 新納敏正
- 反田孝幸‐都築祥役

## スタッフ
- 脚本：龍居由佳里
- 演出：光野道夫、木村達昭
- プロデューサー：栗原美和子
- 主題歌・挿入歌
  - 主題歌：浜崎あゆみ & つんく「LOVE〜since 1999〜」
  - サブテーマ曲
    - つんく with 7HOUSE「LOVE 〜抱き合って〜」
    - 浜崎あゆみ「LOVE〜Destiny〜」

  - 挿入歌：吉沢梨絵「終われない理由 〜CUBE〜」

## 放送日程
| 各話                                                       | 放送日        | タイトル                   | 演出     | 視聴率 |
| ---------------------------------------------------------- | ------------- | -------------------------- | -------- | ------ |
| First                                                      | 1999年4月14日 | 乳房を失って再会           | 光野道夫 | 16.2%  |
| Second                                                     | 1999年4月21日 | 秘密を抱えた辛い恋         | 光野道夫 | 14.0%  |
| Third                                                      | 1999年4月28日 | 哀しい傷涙の告白…          | 光野道夫 | 12.6%  |
| Forth                                                      | 1999年5月05日 | 愛してないなら同情しないで | 木村達昭 | 14.1%  |
| Fifth                                                      | 1999年5月12日 | 命をかけて君の心を救いたい | 木村達昭 | 14.2%  |
| Sixth                                                      | 1999年5月19日 | 究極の愛結ばれた傷         | 光野道夫 | 14.9%  |
| Seventh                                                    | 1999年5月26日 | 破局…君を愛せない          | 光野道夫 | 11.9%  |
| Eighth                                                     | 1999年6月02日 | 新しい愛の始まり           | 木村達昭 | 11.6%  |
| Ninth                                                      | 1999年6月09日 | すれ違い愛の別れ路         | 木村達昭 | 11.7%  |
| Tenth                                                      | 1999年6月16日 | 穏やかな愛と皮肉な運命     | 光野道夫 | 11.4%  |
| Eleventh                                                   | 1999年6月23日 | さよならすべてを君に棒ぐ…  | 木村達昭 | 11.6%  |
| Twelfth                                                    | 1999年6月30日 | 愛の力は生きる力           | 光野道夫 | 13.5%  |
| 平均視聴率 13.1%（視聴率は関東地区・ビデオリサーチ社調べ） |               |                            |          |        |

## 備考
毎回放送終了時に、「このドラマはフィクションです。様々な病と闘い、逆境を乗り越えて前向きに生きている多くの方々を応援する番組です。」と表示され、他のドラマとは違う形でのおことわりだった。